# Marcel Bernard
Pour les articles homonymes, voir Bernard.
Marcel Bernard, né le 18 mai 1914 à La Madeleine (banlieue de Lille, dans le Nord) et mort le 29 avril 1994 dans le 15e arrondissement de Paris, est un joueur de tennis français, vainqueur des Internationaux de France en 1946.

## Carrière
Double champion de France junior (1929-1930) et classé 1re série française en 1930, Marcel Bernard a été demi-finaliste à Roland-Garros en 1932 contre Henri Cochet. À 18 ans, il n’avait marqué son premier point qu’au cinquième jeu, sous les applaudissements du public. Le score final 6-1, 6-0, 6-4 fut sans appel. En 1936, il est une seconde fois demi-finaliste contre l'Allemand Gottfried von Cramm et vainqueur du double avec Jean Borotra.
En 1946, Marcel Bernard, inscrit dans les deux épreuves de double, n’a aucune ambition en simple et le premier Roland-Garros d’après guerre est une occasion pour lui de s’amuser. Dix années sont passés depuis sa demi-finale et il a maintenant 32 ans. Il est engagé en double messieurs avec Yvon Petra et en double mixte avec l’Américaine Margaret Osborne, qui y renonce toutefois, préférant se consacrer aux épreuves féminines. Le juge arbitre, qui a du mal à compléter son tableau, le convainc de prendre une des dernières places libres en simple. Marcel Bernard bat Pancho Segura, tête de série numéro 4, et Budge Patty pour accéder dans le dernier carré. En demi-finale, il réussit à battre son partenaire de double Yvon Pétra après un match en cinq sets. Dans l'autre moitié du tableau, le Tchèque Jaroslav Drobný se hisse en finale où il est favori. Il mène rapidement deux sets à zéro avant que le Français ne change de tactique. Et cela paie, mené 3-1 puis 4-1, Drobny s'énerve et s'inquiète. Le Français fait sept jeux de suite et mène dans la quatrième manche. Drobny semble fébrile et gêné par l'ombre qui envahit le court central. Le cinquième set est à l'avantage du Français qui l'emporte finalement 3-6, 2-6, 6-1, 6-4, 6-3 et remporte le premier tournoi de Roland-Garros de l'après guerre. Cela restera l'unique titre français avant le sacre de Yannick Noah en 1983 (il lui remet le trophée). Pour sa victoire dans le tournoi, il a reçu des bons d'achat pour des articles de sport ainsi qu'une médaille en métal argenté plusieurs mois après son titre. En 1947, il atteint les demi-finales à Paris et les quarts en 1948 et 1949.
Il a joué en Coupe Davis de 1935 à 1956 et a gagné 29 matchs en 42 rencontres.
En 1963 et 1969, il remporte le Championnat international des vétérans. Agent de change de profession, il a été capitaine de l'équipe de France de Coupe Davis en 1967. Il est limogé de son poste par les dirigeants de la Fédération à la fin de l'année. Il préside de 1968 à 1973 la Fédération française de tennis.
Un centre tennistique porte son nom à Villefontaine (Isère). La « coupe Marcel Bernard » est remises aux vainqueurs du double mixte aux Internationaux de France de tennis. La grande allée Marcel-Bernard traverse le stade Roland-Garros d'est en ouest et relie le court Suzanne-Lenglen aux serres d'Auteuil, en longeant le court Philippe-Chatrier.

## Palmarès

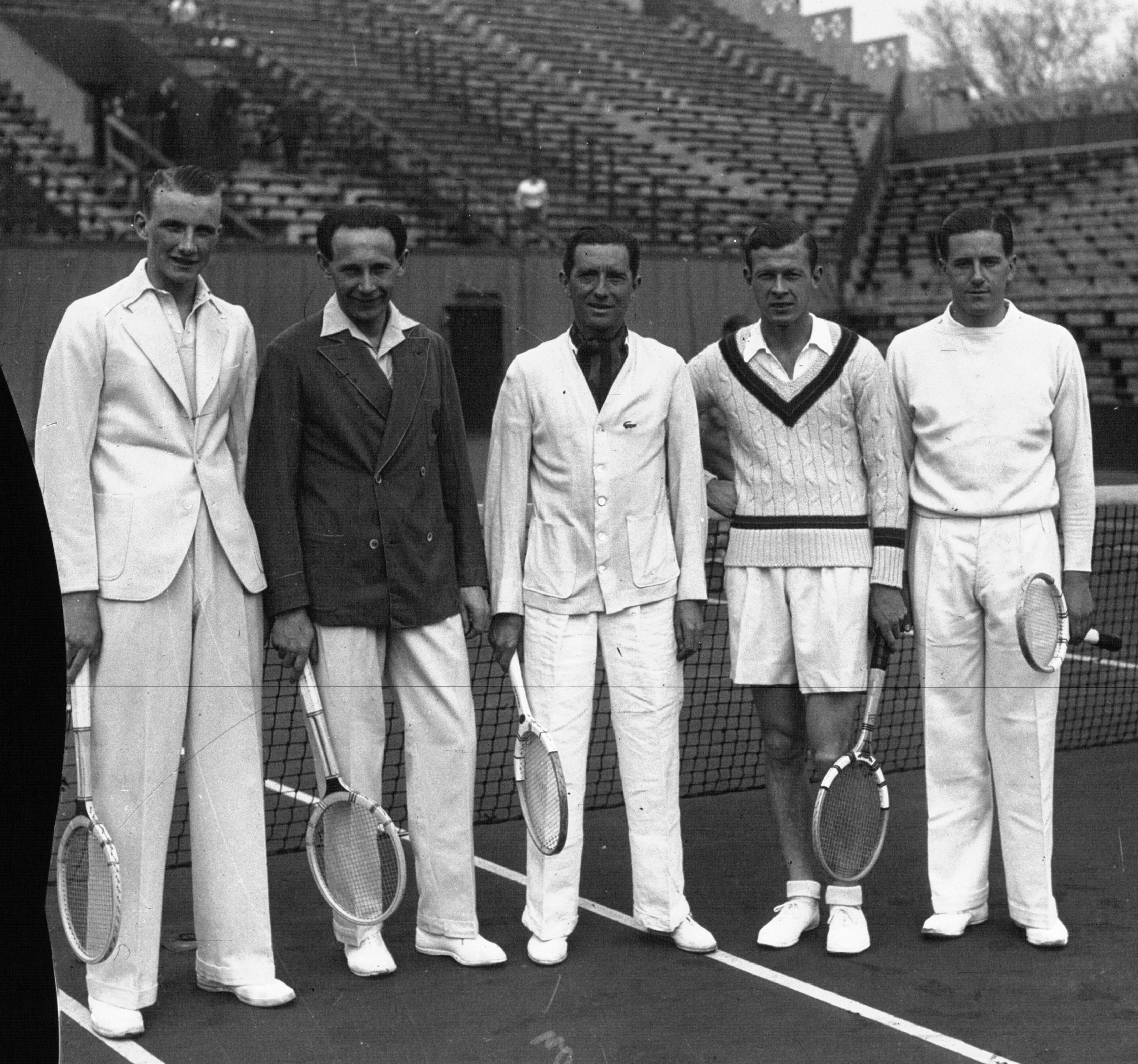
Équipe de France de Coupe Davis 1936 (Marcel Bernard à droite).

### Internationaux de France de tennis
- Vainqueur en simple en 1946
  - Demi-finaliste en simple en 1932, 1936 et 1947
  - Quart de finaliste en simple en 1933, 1935, 1948 et 1949
- Vainqueur en double en 1936 (avec Jean Borotra) et 1946 (avec Yvon Petra)
  - Finaliste en double en 1932 avec Christian Boussus
- Vainqueur en double mixte en 1935 (avec Lolette Payot) et 1936 (avec Billie Yorke)